# Magalhães (cratera lunar)
As crateras Magalhães podem ser localizadas nesta fotografia retirada pela tripulação da Apollo 8. A Magalhães A e a da esquerda do centro, enquanto a cratera de Goclenius está focalizada (fotografia da NASA)
As Crateras de Magalhães estão localizadas na Lua, sendo encontradas na borda do sudoeste do Mare Fecunditatis. Encontram-se ao sul-sudoeste da cratera de Goclenius. São compostas por duas crateras, sendo elas a Magalhães e a Magalhães A. As crateras são desiguais e mais ou menos circulares, com a Magalhães A sendo menor e de formato menos desigual que a cratera Magalhães.